# Балканрок
Балканрок (у оригиналу Balkanrock) је музички интернет портал основан пред крај 2006. године, са седиштем у Нишу. Магазин прати дешавања из области рок, хеви метал, поп, џез и хип-хоп музике. Поред интернет портала, Балканрок делује и као Удружење грађана основано 2008. године и као издавачка кућа, покренута 2013. године.

## Историјат
Идеја за Балканрок настала је 2006. године када је Дејан Динић, правник и рок ентузијаста, покренуо фан форум намењен београдској рок групи Каризма. До краја године, са доласком тадашњег средњошколца Милоша Најдановића, фан форум прелази на интернет домен "Balkanrock.com" и већ од 2007. године почиње да функционише као интернет магазин. Те године, Најдановић уписује студије новинарства и постаје први уредник Балканрока. 2013. године формира се уреднички тим који чине поред Најдановића, рок фотограф Немања Ђорђевић и новинари Дајана Лерић и Ивана И. Божић.
Портал је у почетку примарно био фокусиран на промоцију демо бендова и праћење догађаја у Нишу и Србији првенствено. Временом сајт своје деловање шири и на цео регион са активним дописништвима у Хрватској, БиХ, Црној Гори, Македонији, Бугарској, Мађарској, Словенији и једно време у Румунији. Демо бендови и данас имају свој кутак на форуму Балканрока, на коме сами креирају своје презентације. 
Ранијих година су редакцију портала чинили волонтери из других професија, да би временом стицао све више младих новинара, поготово студената новинарства, али и све више професионалних фотографа.

## Концепција сајта
На свом порталу Балканрок има дневне категорије са вестима које су подељене на вести са регионалне сцене, светске сцене, најаве концерата и нове албуме. Балканрок се посебно истиче аналитичким новинарством, које обухвата разне колумне, серијске чланке, рецензије албума, интервјуе и репортаже са концерата. Уређивачка политика сајта практикује традиционална правила писања новинарствих текстова, прилагођених за интернет медије. Вести се пишу концизно и кратко и преносе само најбитније детаље. 
Од 2010. године, Балканрок традиционално на крају сваке године објављује листе најбољих годишњих албума у региону и посебно на светској сцени. У оквиру специјалних издања, од 2012. године, редовне су постале листе најважнијих музичких догађаја у години, као и најбољих реиздања албума, од 2013. године уведена је и листа најбољих концертних фотографија и регионалних песама.
До краја 2013. године интервјуе за Балканрок су дали светска музичка имена попут Билија Кобама, Адама Бомба, Кортнија Тејлора-Тејлора, Џејсона Њустеда, Рона Тала, Хенрија Клингенбера, Данијела Пагслија; као и многе регионалне звезде попут Рамба Амадеуса, Марчела, Дарка Рундека, Жике Јелића, Милета Кекина, Којота, Дамира Урбана, Галета Шепе, Голуба и многих других.
Балканрок се посебно истиче ауторским критикама албума, како домаћих, тако и страних где се на новинарском музичком небу истичу аутори Петар Костић, Милош Павловић, Александар Николић, Милош Цевтковић, Давор Лерић и Милош Најдановић. До средине 2013. године и редизајна сајта, рецензије су оцењиване звездицама на скали од нула, до пет пуних звездица. Сад је систем оцењивања детаљнији и омогуђава оцењивање на скали од 1.0 до 5.0. Уз сваку рецензију обавезни су навођење издавача, датума издавања, продуцента, жанра, трајања албума и списка песама. 
Редовне и активне колумне на Балканроку су „Шта музичари слушају“, „Кратки резови“, „Метални месец“, „Рокументарница“ а од 2013. године уведене су и занимљиве музичке листе које креирају новинари портала. Раније колумне, које су угашене су "5 изврсних извођача за које вјероватно нисте чули“, „Јубилеј“, "5 минута славе брзо прође“, „Мајстори гитаре“, „Бум и трас“, „Екстремна географија“ и „Неодољива лакоћа дигиталног доба“. Неки од успешнијих серијала чланака били су „Метал и сатанизам“, „Вино, жене и пјесма“, „Ролинг Стоунси: Албум по албум“, „Дејвид Боуви: Албум по албум“, „Мит Лоуф: Албум по албум“ и "25 година грешних задовољстава“.
Важан аспект Балакнрока чини и рок фотографија, па у оквиру сајта постоји и галерија која броји фотографије са многих концерата и фестивала попут Егзита, Инмјузика, Сигета, Београдског фестивала пива, Концерта године, Нишвила, Белгрејд Колинга, Супернатурала, Гитар Арта и других.

## Удружење грађана
УГ Балканрок је нестраначка, невладина и непрофитна организација основана 1. марта 2008. године. Мисија удружења је повећање броја и квалитета културних дешавања уз истовремено подизање културне свести о важности културе у изградњи здраве друштвене заједнице и промовисања младих уметничких потенцијала. 
Као циљеви удружења наводе се:
- Промовисање рок културе и подизање свести друштвене заједнице о важности рок културе;
- Промовисање и афирмација младих музичких састава;
- Организација културних манифестација и делатности у циљу афирмације младих бендова;
- Организација едукативних курсева за своје чланове и за све заинтересоване грађане;
- Организација јавних предавања домаћих и страних стручњака из различитих сродних културних области;
- Организација уметничких радионица:
- Сарадња са сличним организацијама у Србији, целом региону као и сличним међународним организацијама.

Током првих пет година постојања, удружење грађана организовало је или учествовало у организацији многих музичких активности, често хуманитарног карактера попут: Буђење у 7: Меморијални концерт за Цигу, Битке за бебе у Нишу, дводневног Хуманитарног концерта 2010. године, као и многе друге концерте у Нишу. УГ Балканрок једном годишње ко-организује фестивал Медијана Балканрок на коме се такмиче млади бендови, затим Чупин рок меморијал и Светски дан музике у Нишу.

## Издавачка кућа
“Balkanrock records” је интернет издавачка кућа покренута у Нишу средином марта 2013. godine, а као поклон су објавили компилацију бендова Југоисточне Србије. У првој години постојања објављено је 11 издања, укључујући и компилацију "Sound of Struggle". Издавачка кућа делује као независна интернет етикета и сва издања су доступна за бесплатно преузимање. Албуме за Балканрок објавили су Тотални Клошари, Марк Рејни, Стриткор Јунити, Органик Тој, Метак за зликовца, Его и Стеролимит. 

## Други о Балканроку
Године 2008. "Bizbuzz" је анализирао успех сајта без оптимизације за интернет претраживач, рекавши „Поред мора социјалних мрежа, блогова, већ давно утврђених форума, гик сајтова, Балканрок успева да задржи и придобија нову публику“.
Међународни магазин Балкон3 у јануару 2013. године Балканрок је описао као „Најутицајнији специјализовани интернет магазин за рок и хеви метал музику у Србији“
У другом броју штампаног часописа "Ролинг Стоун Хрватска" у оквиру текста „Између безнађа и еуфорије“, Александар Саша Игњатовић Балканрок је, уз Сербиан Метал и Балкан андергроунд, представио као једине интернет портале који дају медијски простор демо бендовима.

## Награде и признања
На Попбокс наградама, Балканрок је проглашен за најбољи часопис из области културе, по гласовима публике.